# Festa di santa Lucia (Siracusa)
La festa di santa Lucia si svolge il 13 e il 20 dicembre a Siracusa, dove la vergine e martire santa Lucia ebbe i natali. 
Quella di Dicembre è una festa molto sentita, che convoglia nella città siciliana una grande quantità di fedeli, tra cui gli emigrati e i loro discendenti provenienti da diverse parti d'Italia (soprattutto dall'Italia settentrionale) e del mondo (Argentina, dove c'è storicamente una grande comunità siracusana, e Stati Uniti su tutte) che tornano nella città natale o di origine appositamente per assistere alla festa della loro concittadina più illustre. Il 13 dicembre, alle 10.15, viene celebrato in Cattedrale il Solenne Pontificale. Nel pomeriggio, alle 15.30, inizia la processione che parte da piazza Duomo e che arriva nella Chiesa di Santa Lucia al Sepolcro intorno alle 22.30. Lungo tutto il percorso della processione si crea un lungo "fiume" di fedeli. Il 20 dicembre, invece, la processione inizia alle 16, partendo da piazza Santa Lucia, in Borgata. All'arrivo al Santuario della Madonna delle Lacrime il Simulacro si "incontra" con Maria. La tappa successiva è all'Ospedale Umberto I, dove avviene l'omaggio dell'Asp 8 e gli infermi possono pregare da vicino la Santa Patrona. Al ponte Umbertino viene eseguito il tradizionale spettacolo pirotecnico. L'arrivo in Cattedrale avviene intorno alle 23.
La prima domenica di maggio si festeggia, invece, la Festa del Patrocinio di Santa Lucia comunemente chiamata Santa Lucia delle Quaglie (o Santa Lucia re quagghie in siracusano). Alle 12 inizia la breve processione che percorre piazza Duomo e, dopo il messaggio dell'Arcivescovo Metropolita di Siracusa ed il volo dei colombi viaggiatori, il Simulacro e le Reliquie entrano nella Chiesa di Santa Lucia alla Badia, dove rimarranno per l'ottavario. La seconda domenica di maggio, ricorre l'ottava durante la quale il Simulacro e le Reliquie, dopo la processione che percorre le vie del centro storico, ritornano dalla chiesa di Santa Lucia alla Badìa in Cattedrale. La tradizione riguardo alle celebrazioni luciane collegano Siracusa con terre lontane come la Svezia. Ogni anno veniva selezionata una Lucia svedese per partecipare ai festeggiamenti siracusani. Una bella tradizione che però negli ultimi anni è andata persa, così com'è andata persa la tradizione dell'uscita e della sfilata della carrozza del Senato siracusano custodita all'interno di palazzo Vermexio.

## Inizio delle festività di dicembre
(Martirologio Romano)
La festa patronale della Santa siracusana, sebbene sia preceduta da una preparazione composta da momenti di preghiere e di altre iniziative prettamente religiose che inizia 13 giorni prima (tale preparazione viene definita "tredicina"), comincia ufficialmente in cattedrale circa cinque giorni prima con l'apertura della nicchia che custodisce il simulacro.
La mattina del 12 dicembre invece il simulacro argenteo viene traslato al grido di "Sarausana jè" (Siracusana è) dalla sua "cameretta" all'altare maggiore. La sera vengono poi celebrati, sempre in Cattedrale, i vespri solenni presieduti dall'arcivescovo a cui partecipano diversi sacerdoti della diocesi, diaconi, il seminario arcivescovile, oltre a diverse autorità civili e religiose. Alla fine dei vespri viene distribuita ai fedeli la "cuccìa", dolce tipico luciano che viene preparato come da tradizione il giorno antecedente alla festa.

### La festa del 13 dicembre

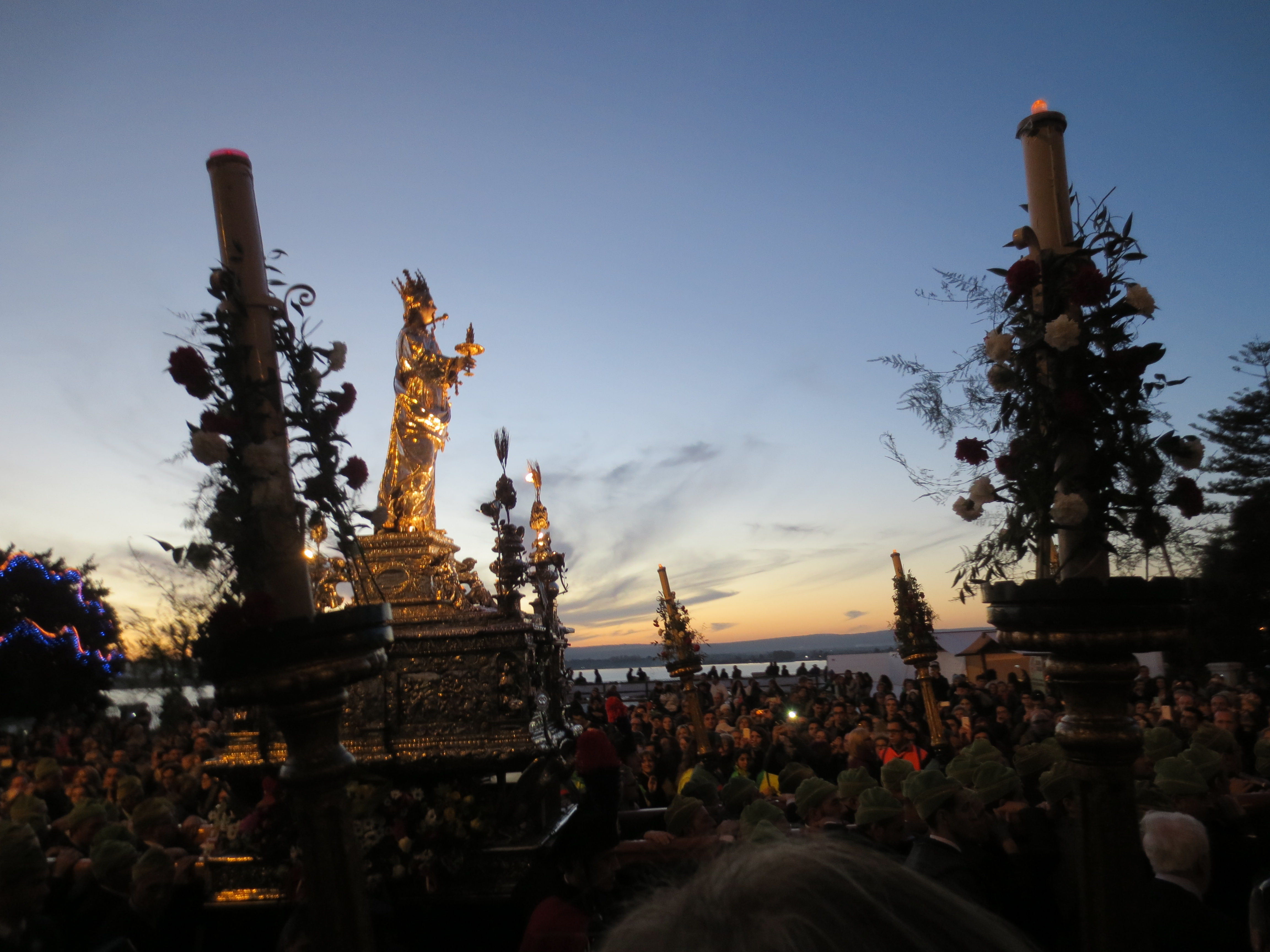
Stralcio della festa del 13 dicembre a Siracusa.

È questo il giorno principale della festa, in cui tutta la città e non solo si stringe attorno alla Vergine e Martire siracusana.
In mattinata viene celebrato il Solenne Pontificale, solitamente presieduto da un Cardinale alla presenza dell'Arcivescovo, del clero e delle autorità civili e militari della città.
Nel pomeriggio, verso le 15.30, il simulacro argenteo tra il suono festoso delle campane viene portato a spalla dai 48 devoti (che per il tradizionale cappello che indossano vengono chiamati berretti verdi) in Piazza Duomo, dando così inizio alla processione per le vie della città.
Inoltre, il simulacro viene preceduto da una bara dove sono ubicate, all'interno di pregiati espositori, le Reliquie della santa portate a spalla da donne che per l'occasione portano dei fazzoletti verdi.
Dopo un breve discorso a sfondo sociale dell'arcivescovo alla cittadinanza, la processione scende lungo il passeggio Aretusa per varcare, nel tardo pomeriggio, la "porta Marina" (attigua al Porto grande), qui avviene uno dei momenti più toccanti della giornata, ovvero il saluto di marinai e di militari che fanno suonare a festa le sirene delle loro navi. Dopo di ciò, il simulacro di santa Lucia può dirigersi verso il ponte a lei intitolato per consentire una sosta di alcuni minuti.
Quando il corteo è ormai sulla terraferma, percorre il corso Umberto dove svolta per viale Regina Margherita avvicinandosi quindi al cuore della Borgata Santa Lucia salendo per via Piave fino ad arrivare ancora una volta con il suono di campane in festa in piazza Santa Lucia e all'omonima basilica.
Entrato in basilica, il simulacro viene sistemato sull'altare maggiore dove resta dinanzi ai fedeli e alla cittadinanza per i successivi sette giorni.

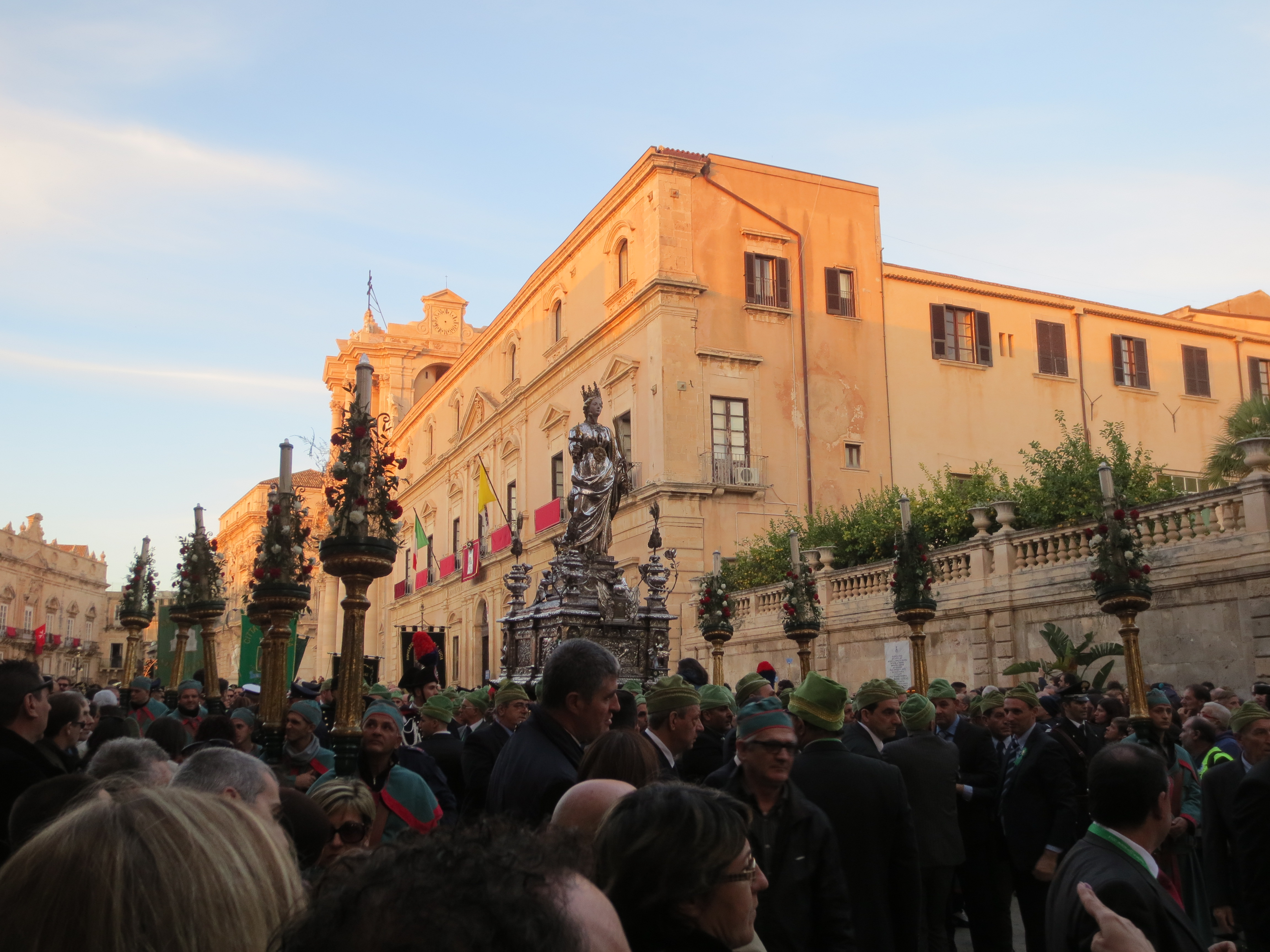
Il simulacro di Santa Lucia e la processione a Siracusa.

### La festa del 20 dicembre (l'ottava)

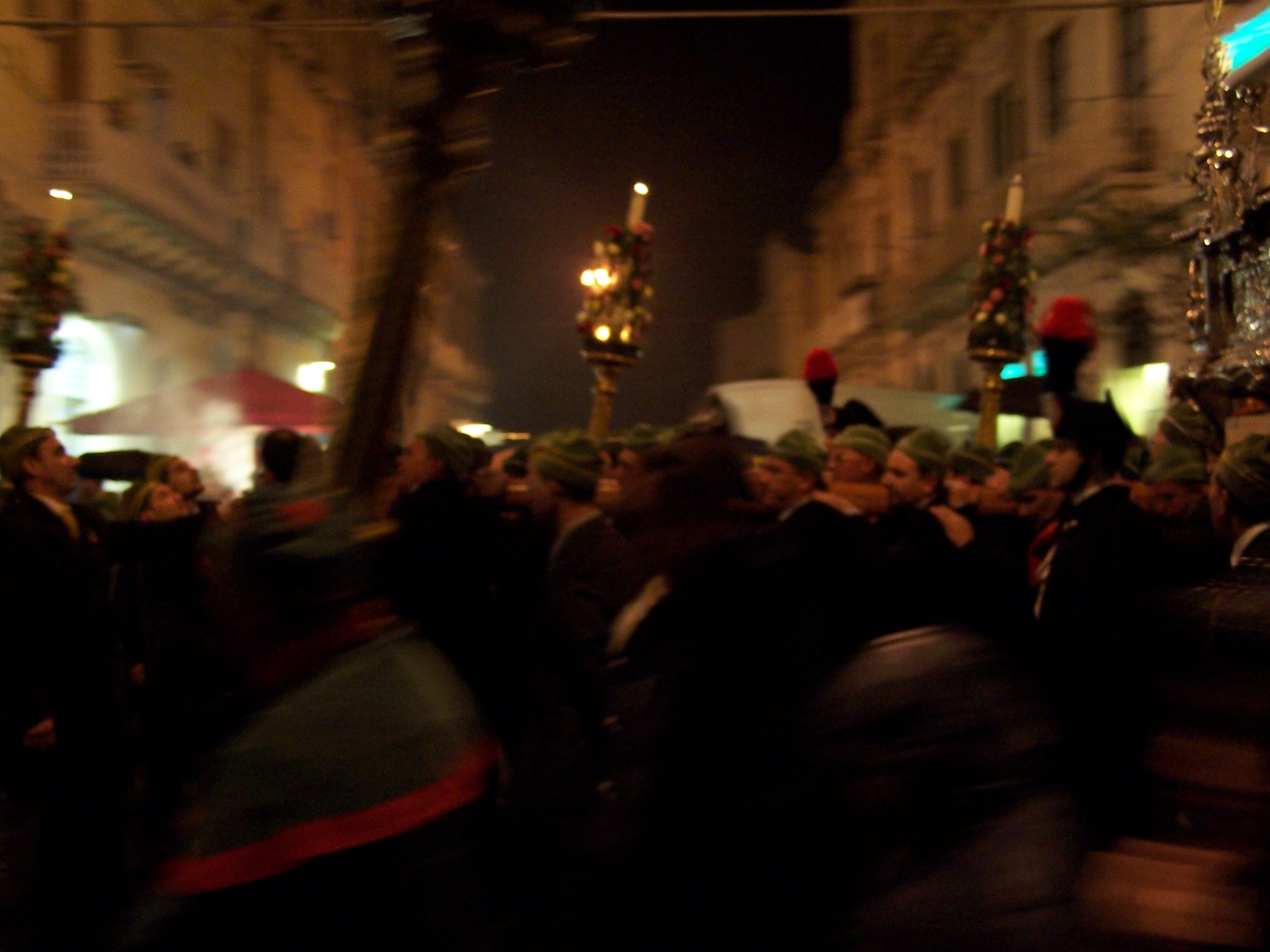
Portatori di santa Lucia

Giorno 20, giornata tradizionalmente definita dai siracusani come "l'ottava", il simulacro di Santa Lucia, rispetto al tragitto di sette giorni prima, è più lungo e osserva alcune soste molto sentite. La processione prevede come orario di inizio le ore 16:00 con partenza dalla basilica della Borgata, e non molto tempo dopo avviene come da programma la prima fermata al santuario della Madonna delle Lacrime dove avviene l'incontro tra la Santa e Maria e attorno al quale si stringe la comunità del tempio mariano con il suo rettore che tiene un breve discorso alla cittadinanza.
A pochi metri dal santuario è situato l'ospedale Umberto I ed una volta terminata la prima visita è qui che la processione si ferma nuovamente assistendo alla visita ai malati e partecipando al momento di preghiera gestito dalla comunità ospedaliera.
Terminata quest'altra sosta, la processione riprende il suo cammino scendendo lungo il corso Gelone, strada principale del centro cittadino. La discesa verso l'isola comincia dalla cima del corso Umberto a cui si arriva dalla anch'essa centrale via Catania. Giunti al ponte umbertino (i ponti per i siracusani), viene effettuata l'ultima sosta per dare il via al tradizionale spettacolo pirotecnico.
Una volta rientrati nell'isola di Ortigia da piazza Pancali, il percorso prevede la salita del corso Matteotti e successivamente una nuova deviazione per la centralissima piazza Archimede e per le attigue via Roma e via Minerva con destinazione finale piazza Duomo. Il rientro in cattedrale viene salutato dal suono delle campane. Dopo le operazioni di rito, avviene la conservazione del simulacro argenteo nella nicchia dove rimane chiuso fino alla prima domenica di maggio, quando è in programma la festività di Santa Lucia re quagghie.

Nel 2020 e 2021, a causa della pandemia di COVID-19, sono state annullate le tradizionali processioni di dicembre e maggio del simulacro per le vie della città. Nel 2024, visto il ritorno per la terza volta in vent'anni delle spoglie della santa nella sua città, che è stato insieme al simulacro nella processione dell'ottava, essa è stata posticipata da venerdì 20 a sabato 21 dicembre, al fine di consentire una maggiore presenza di persone che sarebbe stata limitata in un giorno che, a differenza del 13, a Siracusa non è festivo ma feriale. Lo stesso accadde nel dicembre 2004, in quel caso però l'ottava fu spostata dal 20 al 22 dicembre, e il corpo della martire siracusana fu fatto ripartire direttamente per Venezia; nel 2024 invece è rimasto a Siracusa fino al 26 dicembre, e da lì ha iniziato una serie di tappe che hanno toccato rispettivamente Carlentini, Belpasso, Aci Catena, (in questi tre comuni il culto di santa Lucia è anch'esso molto diffuso e sentito) e Catania, dove c'è stato lo storico incontro con sant'Agata, prima del nuovo ritorno per Venezia fissato per il 30 dicembre.

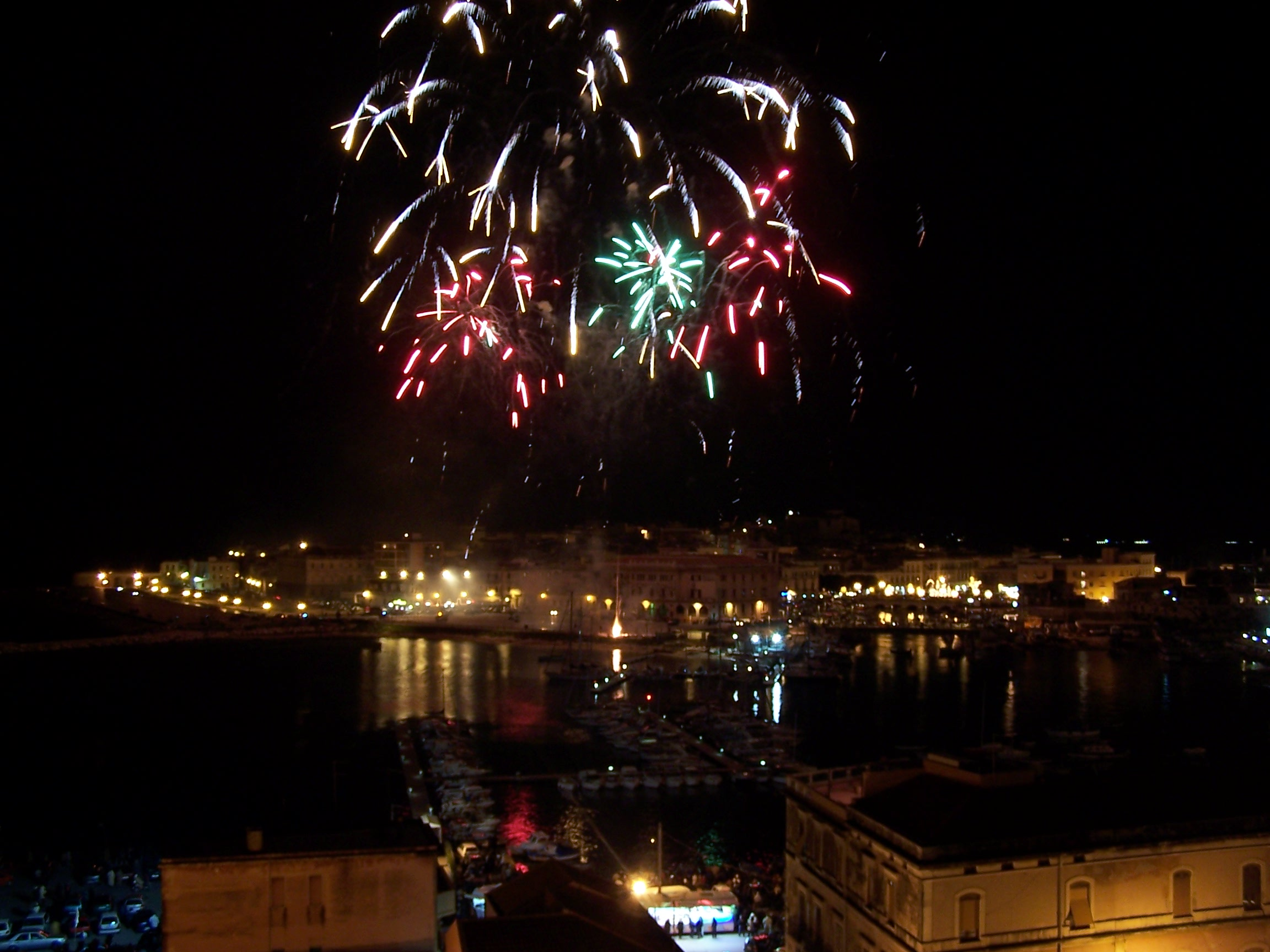
Fuochi d'artificio durante la festa

## Festa di santa Lucia ad aprile
Tra gli anni duemila e duemiladieci, come intermezzo tra le tradizionali festività di dicembre e maggio, se n'è inserita un'altra per commemorare il miracolo del 1735 caratterizzato dalla sudorazione della Statua marmorea di Santa Lucia ubicata nel Sepolcro a lei dedicato.
L'ultima domenica di aprile, quindi, una piccola statuetta raffigurante la martire aretusea veniva portata in processione, il cui percorso originariamente era racchiuso nella Borgata Santa Lucia spostato ed esteso, dall'aprile 2011, all'ultimo sabato di aprile e dalla Borgata a Ortigia seguendo, in un certo senso, la tradizione dicembrina. Questo intermezzo, tuttavia, non ha riscosso grande interesse nella cittadinanza (anche per la vicinanza con i festeggiamenti di maggio), per cui è stato cancellato.

## Festa di santa Lucia a maggio
La festa del Patrocinio di santa Lucia, più comunemente definita come Santa Lucia re quagghie (appellativo dialettale aretuseo per definire le quaglie), si svolge le prime due domeniche di maggio per ricordare il miracolo avvenuto nel maggio 1646 quando a Siracusa divampò la carestia "interrotta" dall'arrivo nel porto aretuseo di navi cariche di grano oltre che di altro cibo. La leggenda narra inoltre che a comunicare il miracolo fu una quaglia entrata all'interno del duomo per comunicare alla popolazione l'avvenimento del miracolo, ecco spiegato perché le quagghie sono il simbolo di tali festeggiamenti. Non avendo però più quaglie, la deputazione ha scelto di lanciare colombe e piccioni.

### Prima domenica (u volore quagghie)
È mezzogiorno quando il simulacro esce dal Duomo per dare vita ad una breve ma sentita processione nella stessa piazza per raggiungere l'attigua chiesa di Santa Lucia alla Badia, non prima di sostarsi per alcuni minuti rispettivamente per il tradizionale discorso dell'arcivescovo e soprattutto per il lancio delle quagghie dalle gabbiette in cui sono custodite.
Al termine della celebrazione, il Simulacro argenteo accede nella suddetta chiesetta dove permane per una settimana. Nel maggio 2022, a causa delle avverse condizioni meteorologiche che hanno interessato Siracusa durante la mezza giornata di domenica 1 maggio, la processione e il volo delle quaglie sono stati posticipati eccezionalmente al pomeriggio alle ore 18.

### Seconda domenica (giro di Ortigia e conclusione dei festeggiamenti)
La processione parte dalla chiesa della Badia alle 19 circa per effettuare il giro esterno di Ortigia. Scende per la fonte Aretusa e il castello Maniace in direzione del lungomare di ponente, successivamente si riaddentra nell'isola svoltando per via Roma attraversando quindi i rioni della Cannamela e della Giudecca.
Giunti in via Maestranza, il suono festoso delle campane della chiesa dell'Immacolata accoglie il corteo che effettua una breve sosta, al termine della quale riprende l'ormai breve marcia verso piazza Duomo dove rientra in Cattedrale sancendo la definitiva conclusione dei festeggiamenti e la riconservazione nella cameretta.
Il 6 maggio 2022, l'ottava è stata anch'essa rinviata eccezionalmente a sabato 14 per decisione dell'arcivescovo di Siracusa, decisione motivata dall'allerta meteo gialla predisposta dalla Protezione civile e che ha riguardato l'intera Sicilia. 

## Storia

### Il resoconto di Pietro Della Valle
Nel 1625 lo scrittore e viaggiatore Pietro Della Valle assiste alla festa raccontando la processione e le usanze che non si differenziano troppo da ciò che, a distanza di secoli, si mantiene.
()
In questa prima descrizione risalta l'usanza dell'uomo che si cala con una corda dal campanile del duomo, tradizione non più presente. Nella processione dell'ottava risalta un dettaglio, la presenza di reliquie oggi non più presenti: una scarpa e un abito della Santa.
()
La festa inoltre cominciava un giorno prima presso la Chiesa di Santa Lucia alla Badia (oggi sconsacrata), con canti e vespri. Negli altri giorni invece c'era sfoggio di cavalieri, banchetti e dei palii.

### Borch
Nel 1776 il naturalista polacco Michel-Jean Borch si trovava a Siracusa perché stava effettuando il Grand Tour dell'isola. Egli ebbe modo di assistere all'Ottava della festa di Santa Lucia. Una festa che egli descrive in maniera approssimata soffermandosi più che altro sul senso di assurdità che avvertiva un uomo di scienza come de Borch. 
(Michel-Jean Borch Lettres sur la Sicile et sur l'île de Malthe, de Monsieur le comte de Borch ... à m. le C. de N)

## Usanze
Secondo una credenza popolare, il terremoto del 13 dicembre 1990 che colpì Siracusa e i comuni limitrofi non causò effetti disastrosi grazie dell'intercessione della Santa intervenuta a protezione della città. In quell'occasione, nonostante lo stato d'emergenza, pur non rinunciare ai festeggiamenti il simulacro fu portato in processione dai Vigili del fuoco. Da allora, in ricordo di quell'occasione e in segno di devozione, ogni anno durante la processione dell'ottava del 20 dicembre, i vigili del fuoco danno il cambio ai portatori del simulacro quando esso si trova nel centralissimo corso Gelone.